# نييللا بيلبو
نييللا بيلبو هيبلدية (بلدية) في مقاطعة كونيو في منطقة بيدمونت الإيطالية، وتقع على بعد حوالي 70 كيلومتر (43 ميل) جنوب شرق تورينو وحوالي 45 كيلومتر (28 ميل) شمال شرق كونيو. اعتبارًا من 31 ديسمبر 2004 ، كان عدد سكانها 424 نسمة وتبلغ مساحتها 11.5 كيلومتر مربع (4.4 ميل2). 
تقع نييلا بيلبو على حدود البلديات التالية: بوسولاسكو، فيزوليو، غوردزينو، مومباركارو، سان بينيديتو بيلبو.